# Adam van Noort

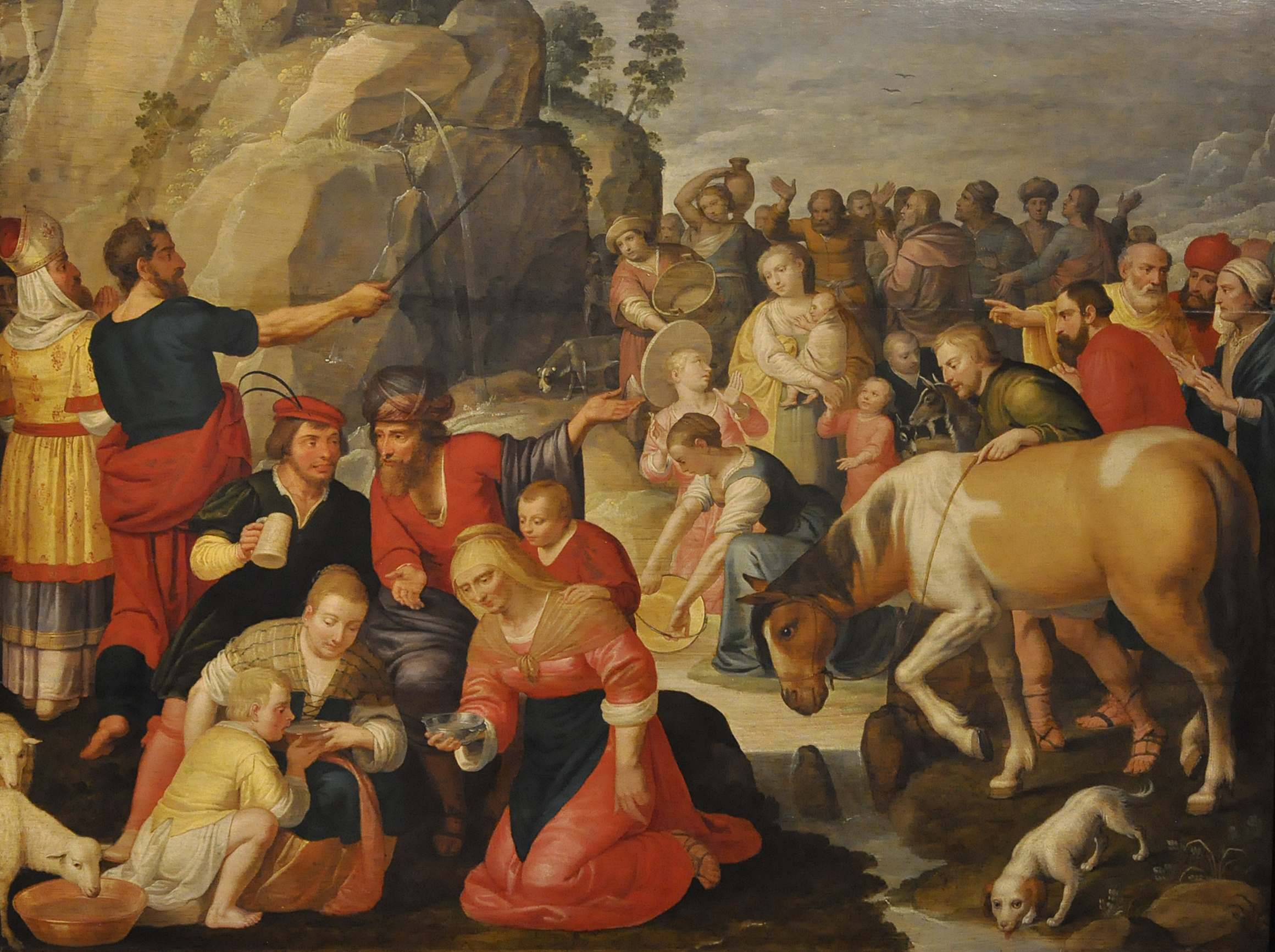
Moses slaat water uit de rots - Museum Kunstpalast

Adam van Noort (1561/1562 – 1641) was een Zuid-Nederlands schilder uit Antwerpen.
Hij was de zoon van Lambert van Noort uit Amersfoort. Hij bezocht Italië en werd in 1587 meester te Antwerpen. Hij had tal van leerlingen waaronder Peter Paul Rubens, Jacob Jordaens, Hendrik van Balen en Sebastiaen Vrancx. In 1598-99 was hij deken van het Antwerpse Sint-Lucasgilde. Hij was ook lid en deken van de rederijkerskamer De Violieren.